# Tcheslav Sabinski
Tcheslav Guenrikhovich Sabinski (en russe : Чеслав Генрихович Сабинский), né dans l'Empire russe le 27 janvier 1885 et mort à Léningrad le 11 juin 1941, en URSS, est un réalisateur et scénariste russe puis soviétique.

## Biographie
Né dans le village Vilkobrouïka du gouvernement de Kowno, il fait ses études à l'École de peinture, de sculpture et d'architecture de Moscou en 1903-1908. Parallélement à ses études, il travaille comme décorateur au théâtre d'art de Moscou. En 1908-1911, il travaille dans la filiale moscovite des studios Pathé, en 1911-1913 - à la compagnie de Paul Timan, et plus tard pour Iossif Ermoliev.
Il écrit également des scénarios, dont certains qu'il adapte lui-même. Il fut l’un des cinéastes les plus populaires de l’Empire russe et des premières années de l’URSS et participa à la production de plus de 100 films.
De 1930 à 1940, il travaille au département scénario du studio de cinéma Lenfilm.
Décédé le 11 juin 1941 à Léningrad.

## Filmographie partielle

### Comme scénariste
- 1910 : La Princesse Tarakanova (Княжна Тараканова) de Kaï Hansen

### Comme réalisateur
- 1912 : 1812 de Vassili Gontcharov
- 1915 : L'Autre Amour (Sozdateli / Создатели)
- 1915 : Ce matin-là (Вот вспыхнуло утро)
- 1916 : Un bon coin (Ugolok / Уголок)
- 1916 : L'art est éternel (jizn - mig, iskousstvo vetchno / Жизнь - миг, искусство вечно)
- 1916 : Amour aveugle (v bouïnoï slepote strastieï / В буйной слепоте страстей)

### Directeur artistique
- 1910 : La Princesse Tarakanova (Княжна Тараканова) de Kaï Hansen
- 1912 : La Clé du bonheur (Ключи счастья) Vladimir Gardine et Yakov Protazanov
- 1912 : 1812 (1812 God / 1812 Год)
- 1914 : Anna Karénine (Анна Каренина) de Vladimir Gardine